# Живка Матић
Живка Матић (Пожаревац, 19. јун 1923 — Београд, 15. мај 1998) била је српска глумица.

## Биографија
Рођена је у богатој грађанској породици. Отац Раденко и мајка Данка редовно су посећивали позоришта у Београду, водећи са собом и Живку. Живка је имала прилику да као девојчица гледа Жозефину Бекер која је у априлу 1929. гостовала на београдској сцени.
После трагичне смрти мајке и оца бригу о Живки преузима бака Даница, која живи у Београду. Бака Даница изненада умире крајем 1936, па бригу о малолетној Живки преузима Дом за незбринуту децу у Београду.  На Ускрс 1936. Дом посећује Душан Белић, банкарски чиновник који у име банке доноси поклоне за штићенике. Ту је запазио тринаестогодишњу девојчицу - Живку и у договору са надлежним властима одлучује да преузме бригу о њој.
Уочи рата 1940. године Живка похађа  "Флајникову филмску школу". Своју прву улогу одиграла је на сцени омладинског позоришта "Ласта". 1. април 1941. У комаду Деца улице, играла је улогу собарице.
Убрзо постаје члан "Животићевог позоришта" основаног 9. августа 1941. Прву улогу у овом позоришту одиграла је у фебруару 1942. у комаду Мајчин благослов. Крајем јуна 1942. "Животићево позориште"  одлази у Ваљево, а Живка се од децембра 1942 прикључује позоришту "Разбрибрига" и игра у комаду Славомира Настасијевића "Женидба Павла Аламуње".
Послератну глумачку каријеру наставила је у радијским и телевизијским улогама којима су глумци тог доба стицали највећу популарност. Старије генерације још памте чувене емисије "Весело вече", "Вече уз радио", "Аутобус у пола шест", "Вечерас заједно".  Живка Матић је имала и занимљив филмски опус у насловима „Пре истине”  Кокана Ракоњца, „Сирота Марија” Жике Лазића , „Убиство на свиреп и подмукао начин из ниских побуда”  Жике Митровића, „WР–Мистерија организма”  Душана Макавејева и „Бубашинтер”  Милана Јелића.
Највећу популарност Живка Митић достиже крајем шездесетих. Тих година је редитељ Драгослав Лазић са својим сарадницима Душаном Савковићем и 
Жиком Лазићем креирао тзв. руралне комедије српског села: Парничари, Музиканти, Љубав на сеоски начин. У серији Грађани села Луга из 1972. Живка је играла главну женску улогу и исте године добија награду ТВ Новости за глумачки пар године. Живка је имала органску веродостојност профила српске сељанке, полухистеричне мајке – љубопитљиве стрине, али је остала у сенци јачег глумачког карактера сродне Радмиле Савићевић.
Живка Матић преминула је тихо, у 74. години. у свом родном Пожаревцу, 1998. године, заборављена од колега и јавности.
Године 2008. поводом десетогодишњице смрти ове велике глумице, Центар за културу Пожаревац је покренуо фестивал — Сусрет аматерских позоришта Браничевског округа „Живка Матић“
Добитница је награде „Глумачки пар године ОНА И ОН” (статуета „ОНА”), 1972. године, у избору читалаца листа „ТВ Новости“, која се додељује на Филмском фестивалу у Нишу, у пару са Велимиром Батом Живојиновићем, за улогу Росе у ТВ серији „Грађани села Луга”.

## Улоге
| Год.       | Назив                                               | Улога                     |
| ---------- | --------------------------------------------------- | ------------------------- |
| 1960-е     |                                                     |                           |
| 1967—1968. | Парничари (серија)                                  |                           |
| 1968.      | Пре истине                                          | Ђорђева секретарица       |
| 1968.      | Сирота Марија                                       | Стрина                    |
| 1969.      | Обично вече (ТВ)                                    |                           |
| 1969.      | Вране                                               | Вујкина мајка             |
| 1969.      | Музиканти (серија)                                  | Сида                      |
| 1969.      | Убиство на свиреп и подмукао начин из ниских побуда | Сведок                    |
| 1970-е     |                                                     |                           |
| 1970.      | Драга Ирена!                                        | Баба                      |
| 1970.      | Љубав на сеоски начин (серија)                      | Стамена                   |
| 1970.      | Милораде, кам бек (ТВ)                              | Стамена                   |
| 1970—1971. | Леваци (серија)                                     | Служавка код Нахтигала    |
| 1971.      | Цео живот за годину дана                            | Каја Матић                |
| 1971.      | Мистерије организма                                 | Лендлејди                 |
| 1971.      | Бубашинтер                                          | Соја                      |
| 1972.      | Време коња                                          |                           |
| 1972.      | Грађани села Луга (серија)                          | Роса                      |
| 1972.      | Мајстори (серија)                                   | Радница у јавном купатилу |
| 1973.      | Камионџије (серија)                                 | Баба Даца                 |
| 1973.      | Паја и Јаре                                         | Баба Даца                 |
| 1973.      | Наше приредбе (ТВ серија)                           |                           |
| 1975.      | Тестамент                                           |                           |
| 1975.      | Отписани (серија)                                   | Момина мајка              |
| 1975.      | Повратак лопова                                     | Жена у продавници         |
| 1978.      | Повратак отписаних (серија)                         | Перина ташта              |
| 1978.      | Ласно је научити, него је мука одучити (ТВ серија)  |                           |
| 1980-е     |                                                     |                           |
| 1981.      | Зелени кабаре                                       |                           |
| 1981.      | Кад свеци марширају (кратак филм)                   |                           |
| 1981—1982. | Приче преко пуне линије (серија)                    | Баба Мара                 |